# زاخاریان
زاخاریان (زبان ارمنی: Զախարյան), یکی از نام‌های خانوادگی رایج در میان ارمنیان می‌باشد.
- آرسن زاخاریان
- روبن زاخاریان
- آرپنیک زاخاریان
- مخیتار زاخاریان
- یرواند زاخاریان
- پیش‌نویس:ویلن زاخاریان